# بخش کالینز، شهرستان مک لئود، مینه سوتا
بخش کالینز (به انگلیسی: Collins Township) یک منطقهٔ مسکونی در ایالات متحده آمریکا است که در شهرستان مک‌لئود، مینه‌سوتا واقع شده‌است.
 بخش کالینز ۹۲٫۳ کیلومتر مربع مساحت و ۴۷۶ نفر جمعیت دارد و ۳۲۲ متر بالاتر از سطح دریا واقع شده‌است.